# George De Peana
George De Peana (ur. 5 lipca 1936 w Georgetown, zm. 26 lipca 2021) – gujański olimpijczyk, lekkoatleta, działacz związków zawodowych.
W roku 1960 brał udział w igrzyskach w Rzymie. Startował w eliminacjach biegu na 5000 metrów. Zajął ostatnie miejsce w swoim biegu eliminacyjnym i nie awansował do finału.